# Most nad Dunajem w Sinzing
Most nad Dunajem w Sinzing – most autostradowy nad Dunajem, w ciągu autostrady A3 o długości 930 m.
Most znajduje się między węzłami Sinzing i Regensburg, nad Dunajem, nad linią kolejową Ratyzbona – Ingolstadt oraz dwiema lokalnymi drogami. 
Pierwsze prace na autostradzie w okolicach Ratyzbony miały miejsce pod koniec lat 30.. W tym czasie rozpoczęto budowę mostu nad Dunajem, ale właściwe prace budowlane miały miejsce w latach 1961 - 1966, a koszt budowy wyniósł 27 mln marek.